# Claudia Giannetti
Claudia Giannetti es una teórica e investigadora de origen italobrasileño, especializada en arte contemporáneo, media art y arte, ciencia y tecnología, residente en Barcelona desde 1988. Está considerada como una de las especialistas más relevantes en el campo del arte electrónico y digital o media art del ámbito internacional. Su producción teórica ha enmarcado conceptos como arte interactivo, arte digital o metaformance. En 1993 fue creadora, junto con Thomas Nölle, del primer espacio en España especializado en arte electrónico. Destaca como comisaria de exposiciones y de eventos culturales en diferentes instituciones internacionales.

## Trayectoria
Nació en Belo Horizonte, Brasil. Su formación interdisciplinar (Música, Ciencias Económicas/Empresariales, Historia del Arte y Estética) ha servido de base para establecer puentes transdisciplinares entre distintas áreas de conocimiento. Se doctoró en Historia del Arte y Estética en la Universidad de Barcelona.  
Ha desarrollado su docencia en universidades españolas y portuguesas, entre ellas la Facultad de Belles Arts de la Universidad de Barcelona (1996-1998) y en el Instituto Universitario del Audiovisual de la Universidad Pompeu Fabra. Entre 2009 y 2017 fue profesora catedrática invitada en la Universidad de Évora en Portugal. Paralelamente imparte clases, seminarios y conferencias en universidades y museos de diversos países. Ha ideado y dirigido el primer plan de estudios de licenciatura de España dedicado al Arte electrónico y Diseño digital (1998). Ha concebido y dirigido másteres en la Universidad Ramon Llull/Esdi, institución de la que también ha sido profesora: Máster en Comisariado y Prácticas Culturales en Arte y Nuevos Medios (2003-2006) –el primer master en comisariado del mundo dedicado a esta especialidad; Máster Internacional en Sistemas Interactivos (2002-2006); Máster en Creación y comunicación audiovisual para medios interactivos (2003-2004). En 2010, ha concebido y dirigido el primer curso de doctorado en el sur de Europa especializado en los ámbitos de Artes, Ciencias y Tecnologías; Investigación artística, media y estudios culturales; Metamedia & design, en la Universidad de Évora, Portugal.

### Arte electrónico & Media art
En el año 1993, creó y dirigió la Associació de Cultura Contemporània L'Angelot, en Barcelona, considerado el primer espacio independiente en España especializado en Arte Electrónico o media art. Este espacio formó parte de la Red Arte gestada en 1994, red de espacios y colectivos independientes del Estado español creada en el año 1994. Desde la editorial de este centro publicó numerosos libros, entre ellos el Arte en la Era Electrónica. Perspectivas de una nueva estética (enero de 1997): "Microchips, satétites e infovías —señala— hacen su entrada masiva en nuestra cultura. Este proceso de asimilación mediática supone cambios profundos no sólo de los modos de creación, sino sobre todo de los conceptos y paradigmas estéticos, implicaciones y transformaciones en la era digital." 
Ha desarrollado una parte importante de su trayectoria profesional en torno al arte y tecnología y el arte electrónico o media art, contribuyendo especialmente a la definición de nuevos conceptos, entre ellos el término media art que según Giannetti engloba las diferentes acepciones (incluyendo la de “arte digital”), siendo una práctica en el contexto de la creación artística contemporánea que emplea las tecnologías electrónicas y /o digitales (audiovisuales, computerizadas, telemáticas).
En su trayectoria profesional ha dirigido diversos museos e instituciones culturales en varios países. De 1998 a 2007 fue directora del centro de investigación, formación y producción con nuevas tecnologías, el MECAD\Media Centre of Art & Design (Barcelona); de 2006 a 2008 trabajó como directora artística del Canariasmediafest, Festival Internacional de Artes y Culturas Digitales de Gran Canaria. Ha sido directora del importante centro alemán Edith-Russ-Haus for Media Art (Oldenburg). Asesora y directora artística del Fórum Eugénio de Almeida (Évora, Portugal). En 2008 asumió la sección de arte y tecnología denominada por ella Expanded Box en la Feria Internacional de Arte Contemporáneo ARCO'08. Fue consultora experta de instituciones internacionales tales como el Gobierno Suizo en el Experts Group for the Evaluation of the Swiss Federal Information Society Strategy (2000-2001); en la UNESCO, en el Grupo Internacional de valoración del proyecto Digi-Arts, en París desde el 2002; formó parte del Comité del Beijing International New Media Arts Symposium en China entre los años 2004 y 2005; la Fundação Eugénio de Almeida, en Portugal, entre otros.
Ha sido miembro del jurado de diversos premios internacionales de arte y nuevas tecnologías, como en el Festival de Vídeo de Navarra; el Festival Vid@rte de Vídeo y Artes Electrónicas en la Ciudad de México; Premios Ciutat de Barcelona; en Grecia en el Medi@terra Art & Technology Festival Athens; así como en el centro especializado en nuevas tecnologías de Alemania el International Media Art Award ZKM Karlsruhe; y en el festival de Linz Prix Ars Electronica (Austria); Digital Art DDAA –d.velop digital Art Award, Berlín (Alemania); premios de vídeo del Goethe Institut de Múnich; etc.
Desde 1998 hasta 2007, fue directora y editora de MECAD Electronic Journal, una revista en línea pionera en España sobre arte, ciencia y tecnología. 
Concibió y fue directora de la formación pionera en España en conservación digital: Curso de Especialización en la Conservación del Patrimonio Artístico y el Uso de las Nuevas Tecnologías,  llevado a cabo en el CCCB Centre de Cultura Contemporània de Barcelona organizado por MECAD en colaboración con el Ministerio de Cultura (Madrid).

### Exposiciones comisariadas
En su labor como conservadora independiente, ha comisariado más de 130 exposiciones y eventos internacionales de arte contemporáneo en museos e instituciones, tales como: en el Centre Georges Pompidou, Paris; Le Fresnoy Studio nacional des arts contemporains, Francia;  ZKM Center for Art and Media de Karlsruhe, Alemania; en Factoría (Cuba),  etc. En el año 1995 comisarió en el Museo Nacional Reina Sofía de Madrid la exposición Sincronías de Eugenia Balcells. Algunas de las exposiciones internacionales dedicadas al arte y las tecnologías son consideradas hoy en día ya históricas, tales como: la retrospectiva videográfica de Nam June Paik en el Palau de la Virreina, Barcelona (1994); la primera retrospectiva videográfica de Carles Santos en el L’Angelot, Barcelona (1995); la primera muestra internacional en el mundo de Arte en CD-ROM (L’Angelot, 1996) ; la primera muestra en España y una de las primeras en el mundo de net art titulada Lo humano y lo invisible, L’Angelot (diciembre de 1996) . En 1997, fue directora del Primer Congreso Internacional “Arte en la era electrónica: perspectivas de una nueva estética”, CCCB – Centre de Cultura Contemporània de Barcelona.  Fue comisaria de una de las primeras muestras de arte interactivo online y offline Link_Age, exhibida en Gijón, Madrid, México y São Paulo (2001). En 1999 comisarió, junto con Peter Weibel, Jeffrew Shaw y Toshiharu Ito, la emblemática exposición Net Condition   sobre arte en la red, con trabajos que artistas pioneros habían realizado con Internet como instrumento, presentada simultáneamente en el ZKM Center for Art and Media Karlsruhe, Alemania, en MECAD Sabadell, en el InterCommunication Center Toquio, Japón; y en Graz, Austria.
En 2008, fue la comisaria de la primera gran exposición sobre arte y tecnología en España, titulada El discreto encanto de la tecnología – Artes en España, producida por el MEIAC Museo Extremeño e Iberoamericano de Arte Contemporáneo y con itinerancia al ZKM Zentrum für Kunst und Medientechnologie Karlsruhe, Alemania, y la Neue Galerie Graz, Austria (2009).  Organizada junto con el Ministerio de Cultura Español y la Junta de Extremadura, en dicha exposición se pudo ver 119 obras, a través de las que se reconstruyó las vertientes de la producción del arte, la ciencia y la tecnología desarrolladas en España. Con tal motivo Giannetti editó el libro El discreto encanto de la tecnología – Artes en España,  que aglutina opiniones en artículos de destacados artífices de la historia del arte digital, como el teórico Peter Weibel, Roberta Bosco y Stefano Caldana, y los españoles Román Gubern, Simón Marchan Fiz, o el artista Antoni Muntadas entre otros; dicha publicación fue producida por el MEIAC de Badajoz y SEACEX.
Fue comisaria de la sección de Arte y Tecnología denominada Expanded Box en la Feria Internacional de Arte Contemporáneo ARCO'08 (Madrid), y directora del Foro de Expertos de ARCO Madrid para la curaduría, la conservación y el coleccionismo de media art.  En CaixaForum dirigió en junio del 2005 el encuentro: Arte y Media. Primer Encuentro Iberoamericano de Nuevas Tendencias en Arte y Tecnología, reuniendo a artistas, teóricos, comisarios de media art iberoamericanos en la Fundación La Caixa (Barcelona).  En 2006, fue directora del encuentro Transgresión: Disipación o reinvención? Diálogos sobre la sostenibilidad de la tecnocultura en el CCCB - Centro de Cultura Contemporánea de Barcelona.   
También ha trabajado con el ZKM Center for Art and Media de Karlsruhe, Alemania; el Fórum Eugénio de Almeida en Évora, Portugal; la VI Mostra de Arte Digital, Río de Janeiro. Participa en los encuentros de arte y ciencia con el título Mythologies et pedagogies du numerique en el Centro George Pompidou (París, Francia) 2005. Centro Nacional de las Artes (México D.F.) En el espacio Centro Centro Cibeles de Madrid participa en el simposio Cibercultura y arte de los nuevos medios en el año 2012.
Otras exposiciones comisariadas fueron presentadas en Edith-Russ-Haus for Media Art (Oldenburg, Alemania),  Factoría Habana (Cuba) Festival Videobrasil (São Paulo, Brasil) 2006  Fundación Telefónica (Madrid), Le Fresnoy Studio nacional des arts contemporains (Tourcoing, Francia), Medi@terra International Art and Technology Festival (Atenas, Grecia), Neue Galerie Graz (Austria), Netherlands Media Art Institut Montevideo (Ámsterdam, Holanda); etc.

## Investigaciones
Giannetti ha centrado sus investigaciones y trabajo intelectual en la cultura y arte contemporáneos, la relación entre arte, ciencia y tecnología, la estética actual, la historia del media art, el impacto sociocultural de los media, las humanidades digitales, y la conservación digital.
Algunos de los temas abordados, han sido: Estética de lo digital; Vida Artificial, Realidad Virtual, Inteligencia Artificial; Media Culture & Digital Humanities; Telecommunications Art, Net art, network; La crisis de la imagen técnica (Premio Espais a la Crítica de Arte); Fotografía contemporánea y media; Estética y globalización;  Metaformance; los media y la socialización 'link' ; El arte de compartir: arte participativo e interactivo; Ecología de la imagen. Presentó su libro Ecología de la imagen y de los media (2017) en el centro de producción del arte tecnológico en el centro de experimentación Media Lab Prado de Madrid. 
Respecto a las investigaciones en equipo, ha llevado a cabo proyectos tales como el primer proyecto europeo de video-streaming online: Playing Field – Streaming Media Online (2002-2003), que puede ser considerado el antecedente de YouTube (tres años antes). Enseigner/Produire: Le numérique dans l'art fue otra producción que participó como co-organizadora junto con investigadores transdisciplinares del Centre Pompidou de Paris, MECAD, Le Fresnoy y AFAA. Para UNESCO París ha desarrollado y dirigido el proyecto Media Art Internacional, que trazó el primer amplio panorama de la producción de arte y tecnología en América Latina, Caribe, África, Países Árabes y Asia (UNESCO, París, 2003-2004, con apoyo de MECAD).

## Publicaciones

### Libros
- Media Culture (Barcelona, 1995);[26]

- Arte en la Era Electrónica – Perspectivas de una Nueva Estética (Barcelona, 1997);[27]
- Work in Progress – ACC L’Angelot 1993–1997. (Barcelona, 1997);

- Ars Telematica – Telecomunicación, Internet y Ciberespacio (Lisboa y Barcelona, 1998);

- ArteVisión – Una historia del arte electrónico en España (ed.). (Barcelona, 2000) – en CD-ROM (Premio Möbius);

- Estética Digital – Sintopía del arte, ciencia y tecnología (Barcelona, 2002; Nueva York/Viena, 2004; Karlsruhe/Alemania, 2005; Belo Horizonte, 2006; Lisboa, 2012);[28]

- Vilém Flusser und Brasilien (Colonia, 2002);

- Ästhetik des Digitalen – Ein intermediärer Beitrag zu Wissenschaft, Medien- und Kunstsystemen (Viena/New York, 2004);

- La razón caprichosa en el siglo XXI – Los avatares de la sociedad posindustrial y mediática (Las Palmas de Gran Canaria, 2006);

- El discreto encanto de la tecnología. Artes en España (ed.), libro y catálogo, (Badajoz/Madrid, MEIAC/Ministerio de Cultura, 2008);

- AnArchive(s) - A Minimal Encyclopedia on Archaeology of the Arts and Media. Idea por Siegfried Zielinski, ed. por Claudia Giannetti, compilado por Eckhard Fürlus. bi-lingual German/English (Oldenburg/Cologne). ISBN 978-3-00-046018-0;

- Ecología de la imagen y de los media. Arte y tecnología: prácticas y estéticas (Lisboa: Licorne, 2017; edición en portugués e inglés).

### Catálogos (selección)
- Reflectáforas: Eugenia Balcells, exposición “Sincronías”, Madrid: Museo Nacional Centro de Arte Reina Sofía, 1995.

- Epifanía, catálogo de Marcel.lí Antúnez Roca. Madrid: Fundación Telefónica, 1999.

- Sin Salida de Emergencia (ed.). libro/catálogo. Sabadell, Museo d’Art de Sabadell/MECAD, 2002.

- Por la ventana... afuera, catálogo del XIII Canariasmediafest – Festival Internacional de Artes y Culturas Digitales de Gran Canaria, Las Palmas de Gran Canaria, Gran Canaria Espacio Digital, 2008.

- Harun Farocki: Spiel und Spielregeln, Oldenburg: Edith-Russ-Haus for Media Art, 2013.[29]

- Something Other Than Photography: Photo & Media, Oldenburg: Edith-Russ-Haus for Media Art, 2013.[30]

- Generation i.2 – Ästhetik des Digitalen im 21. Jahrhundert, Oldenburg: Edith-Russ-Haus for Media Art, 2013.

- Inter[in]venção / Inter[in]vention – Collection ZKM Karlsruhe. Évora: Fórum Eugénio de Almeida, 2013.

- Sükran Moral — B[r]yzanz. Oldenburg: Edith-Russ-Haus for Media Art, 2014.

- Carlos Fadon Vicente – Cenários: de duetos e diários. Évora: Fórum Eugénio de Almeida, 2014, catálogo razonado.

- WhatsAppropriation. A arte de revisitar a arte (ed.), Libro/Catálogo. Río de Janeiro: Elo3, 2015.

### En línea
- "Mecad Electronic Journal", una revista en línea sobre arte, ciencia y tecnología (1999-2007).

- "Galería Virtual – Proyectos de Net Art", MECAD (1999–2007).

- "Netáforas – Muestra de diseño online y offline", MECAD (2001).

- "Media art internacional", Digi-arts/UNESCO y MECAD (2003–2004).

- "Playing Field Project – Streaming Media Online", Netherlands Media Art Institut Montevideo, Ámsterdam, MECAD (2003).

- "Ästhetik des Digitalen / Aesthetics of the Digital", en el Portal Media Art Net, ZKM Center for Art and Media Karlsruhe & Goethe Institut (2005). medienkunstnetz.de

- "Net_España - Un panorama del media art en España", MECAD, Ministerio de Cultura, MEIAC (2006).

- artmetamedia.net (selección de varios artículos online).